# Pollenia nigrisquama
Pollenia nigrisquama är en tvåvingeart som beskrevs av Malloch 1930. Pollenia nigrisquama ingår i släktet vindsflugor, och familjen spyflugor. Inga underarter finns listade i Catalogue of Life.